# Zwarte leeuwerik
De zwarte leeuwerik (Melanocorypha yeltoniensis) is een vogel uit de familie van de leeuweriken (Alaudidae).

## Kenmerken
De zwarte leeuwerik is net als de kalanderleeuwerik iets plomper en groter dan een gemiddelde leeuwerik, de soort heeft een gemiddelde lengte van 19 cm. Het schubbige patroon op het zwarte mannetje kan vergeleken worden met het verenkleed van een spreeuw, zwart gemarkeerd door witte halve manen. Anders dan de leeuweriken die in Europa voorkomen heeft deze een lichtgele, gedrongen snavel. Een onvolwassen exemplaar (juveniel) is lichter van kleur met zwarte vlekken onderaan. Het vrouwtje is ook lichter, grijzer van kleur, iets kleiner, heeft felle banden boven- en onderaan en heeft zwarte vleugels.

## Zang, voedsel en legsel
De vogel heeft een rijke vloeiende zang zoals bij een veldleeuwerik en voedt zich met zaadjes en insecten. Ze leggen vijf à zes olijfkleurige gespikkelde, lichtblauwe of groenachtige eieren in een kommetje op de grond, welke in 15 of 16 dagen door het vrouwtje worden uitgebroeid.

## Verspreiding en leefgebied
De soort broedt in het zuidoosten van Rusland, Kazachstan en bij de noordelijke Kaspische Zee. De vogel is gedeeltelijk een trekvogel, de soorten die leven in noordwesten trekken naar zuidelijke gebieden in Rusland in de winter. Deze trekt loopt westwaarts langs de Zwarte Zee in Oekraïne tot aan het uiterste noorden van Roemenië.
De soort verkiest een grazige, met struikgewas bedekte steppe, en in de winter is deze ook aan te treffen rond de bewoonde wereld.